# UTC+3:30
UTC+3:30 er en tidszone som er 3 timer og 30 minutter foran standardtiden UTC.
UTC+3:30 bruges som standardtid af:
- Iran.